# Comuna Stukalivka, Hrebinka
Stukalivka (în ucraineană Стукалівка) este o comună în raionul Hrebinka, regiunea Poltava, Ucraina, formată din satele Mîhailivka și Stukalivka (reședința).

## Demografie
Componența lingvistică a comunei Stukalivka
     Ucraineană (98,64%)
     Alte limbi (1,35%)
Conform recensământului din 2001, majoritatea populației comunei Stukalivka era vorbitoare de ucraineană (98,64%), existând în minoritate și vorbitori de alte limbi.